# Legends Tour 2013
De Legends Tour 2013 was het veertiende seizoen van de Legends Tour. Er stonden tien toernooien op de kalender.

## Kalender
| Datum | Datum | Toernooi                                     | Stad                   | Winnaar                 | Score | Score | Info           |
| ----- | ----- | -------------------------------------------- | ---------------------- | ----------------------- | ----- | ----- | -------------- |
| 23-02 | 24-02 | Walgreens Charity Classic                    | Sun City West, Arizona | Michele Redman          | 139   | –5    |                |
| 09-03 | 09-03 | Fry's Desert Golf Classic                    | Tucson, Arizona        | Betsy King Jane Crafter | 64    | –8    | Teamcompetitie |
| 29-04 | 30-04 | Walgreens Charity Championship               | Delray Beach, Florida  | Nancy Scranton          | 136   | –8    | Nieuw toernooi |
| 13-08 | 13-08 | Judson Collegiate & Legends Pro-Am Challenge | Roswell, Georgia       | Alicia Dibos po         | 70    | –1    |                |
| 28-08 | 28-08 | LPGA Legends Swing for the Cure              | Seattle, Washington    | Sherri Turner           | 70    | –3    |                |
| 11-08 | 11-08 | Wendy's Charity Challenge                    | Jackson, Michigan      | Sherri Steinhauer       | 68    | –4    |                |
| 14-09 | 15-09 | Harris Golf Charity Classic                  | Portland, Maine        | Rosie Jones po          | 136   | –8    |                |
| 27-09 | 29-09 | The Legends Championship presented by Humana | French Lick, Indiana   | Lorie Kane              | 213   | –3    |                |
| 12-10 | 13-10 | ISPS Handa Cup                               | Nashville, Tennessee   | Wereldteam              | 27-21 | 27-21 | Landcompetitie |
| 09-11 | 10-11 | ISPS Handa Legends Tour Open Championship    | Palm Harbor, Florida   | Laurie Rinker           | 141   | –5    |                |

| Major |  | po = winnares na play-off |

## Trivia
- Op 18 september werd er de BJ's Charity Pro-Am georganiseerd. Het was een golfwedstrijd voor Pro-Ams en een inzamelactie voor goede doelen.

2000 ·
2001 ·
2002 ·
2003 ·
2004 ·
2005 ·
2006 ·
2007 ·
2008 ·
2009 ·
2010 ·
2011 ·
2012 ·
2013 ·
2014 ·
2015